# Ornithoptera goliath

Both side of Female

Ornithoptera goliath là một loài bướm trong họ Papilionidae. Chúng được xem là loài bướm có kích thước lớn thứ 2 trên thế giới với bề ngang sải cánh đạt đến 28 xentimét (11 in), chỉ sau loài bướm Ornithoptera alexandrae.

## Hình ảnh

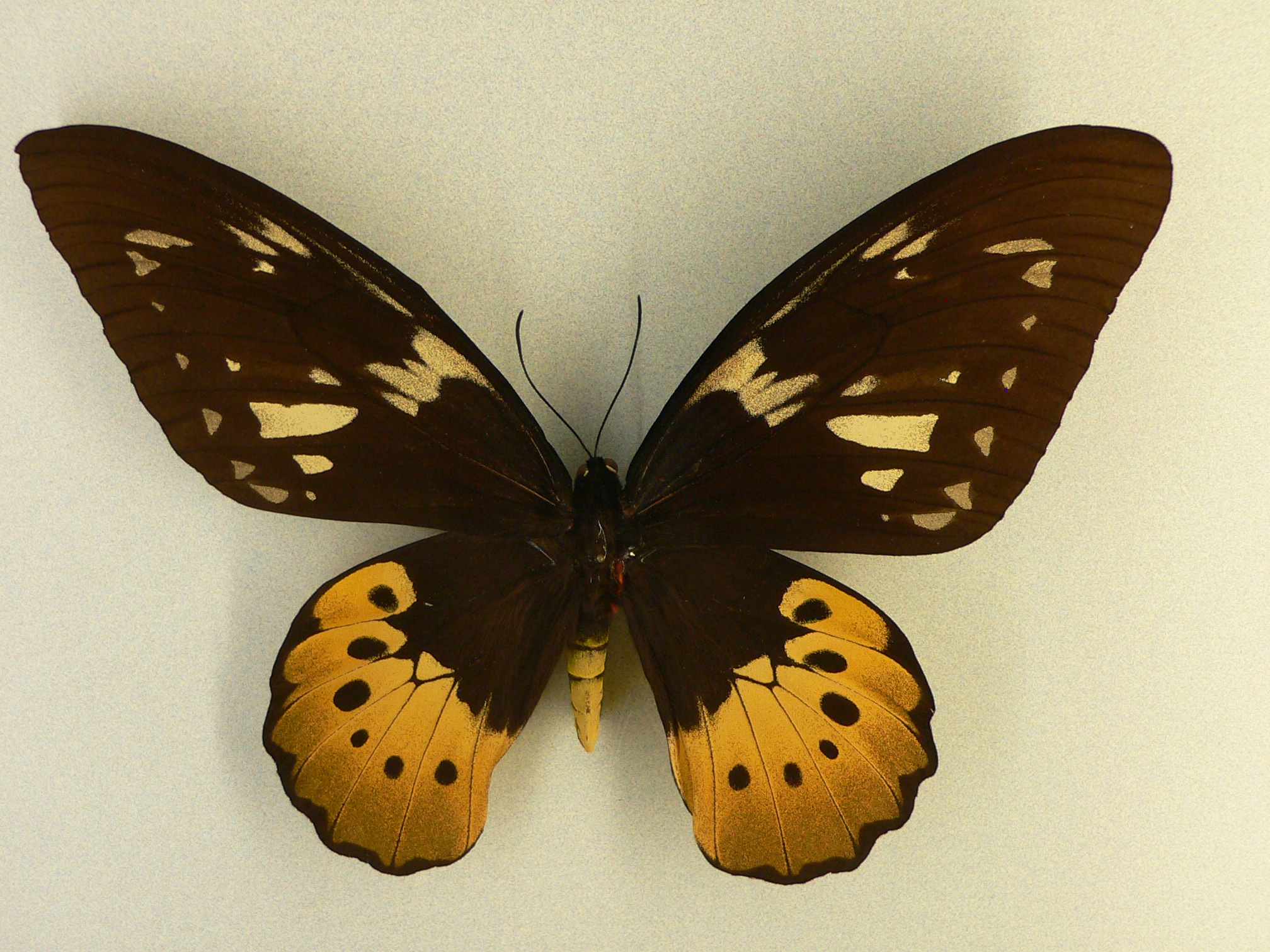
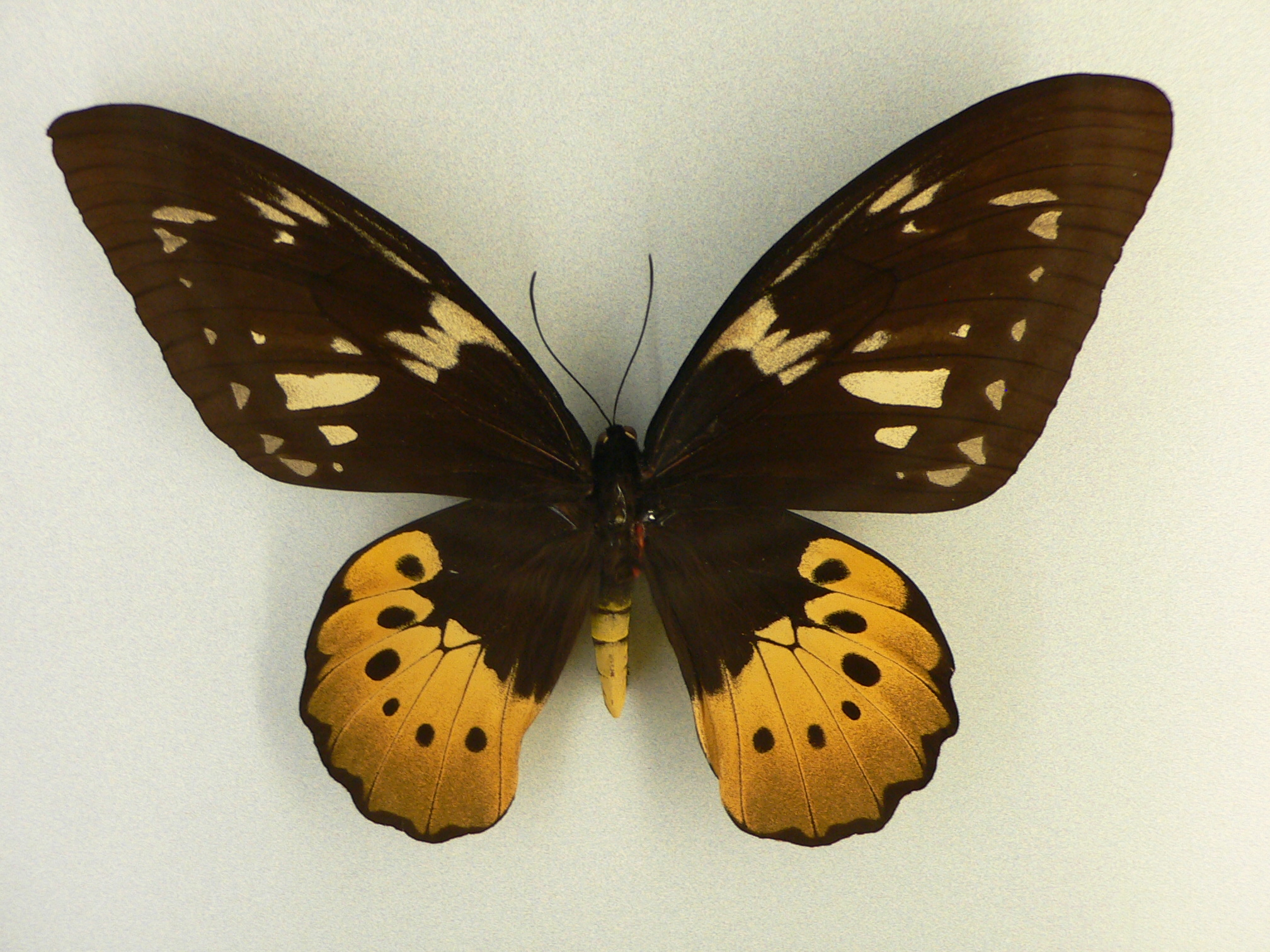
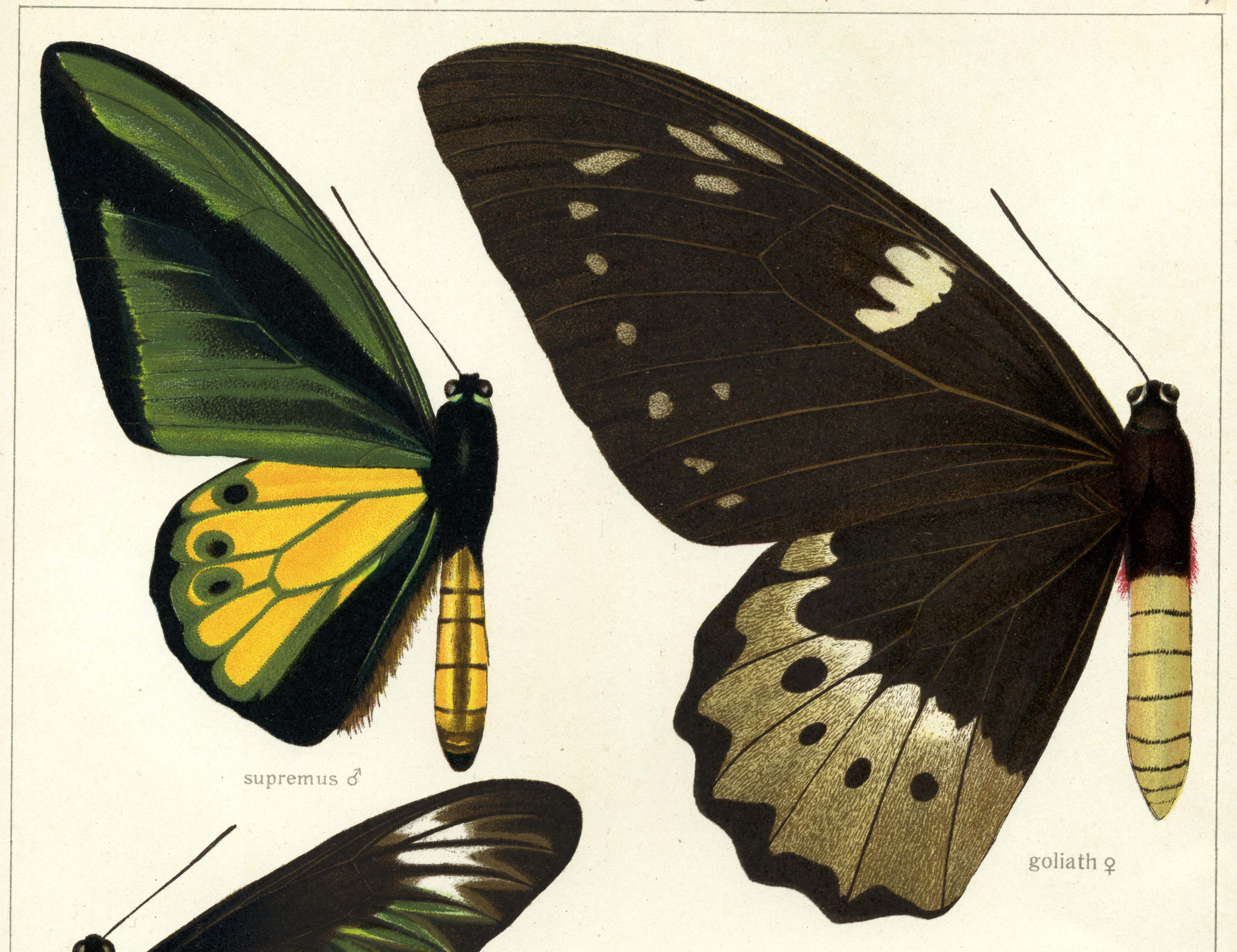
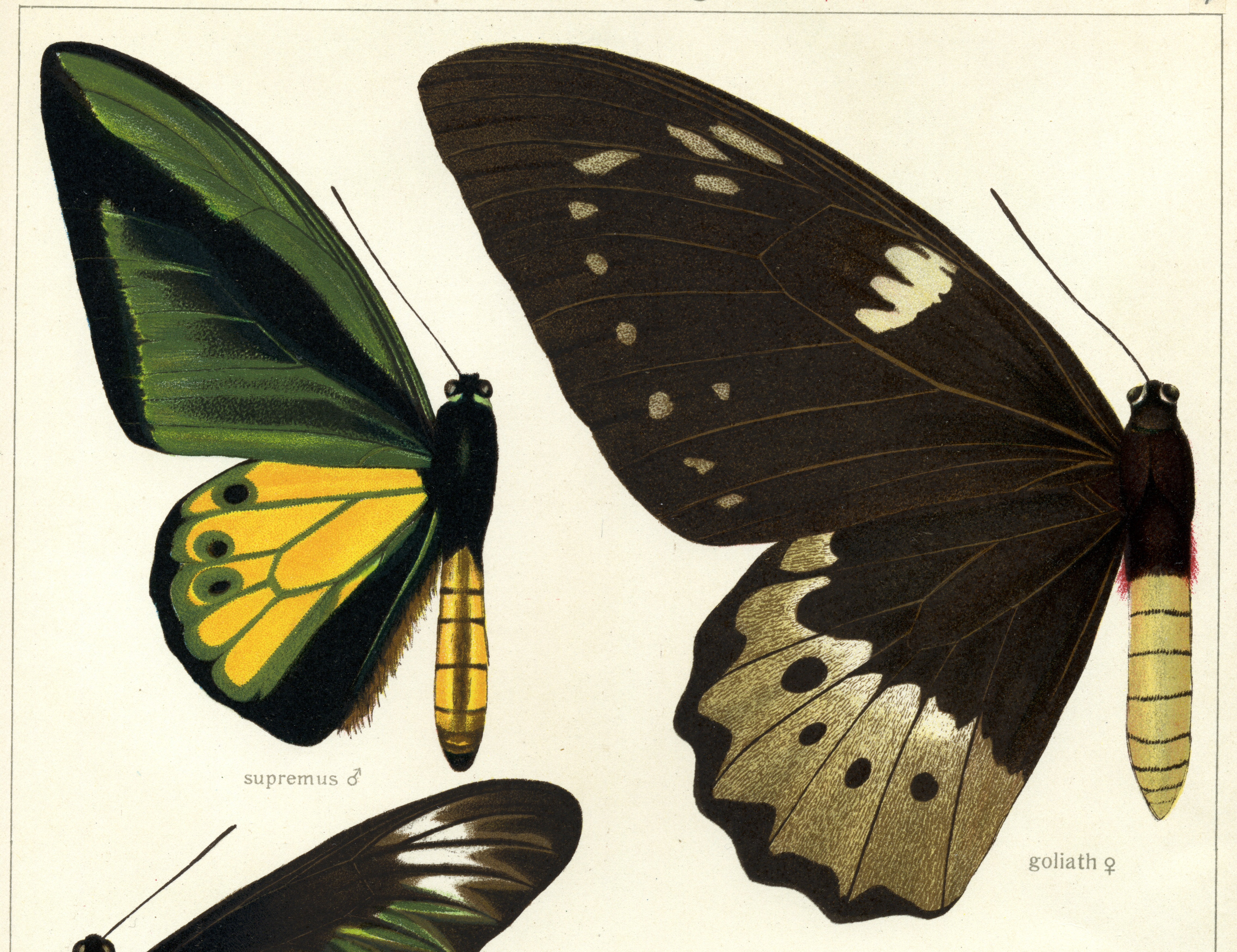